# رنه بونیو
رنه بونیو (فرانسوی: René Bougnol‎; ۷ ژانویهٔ ۱۹۱۱ – ۲۰ ژوئن ۱۹۵۶) شمشیرباز اهل فرانسه بود.
وی در مسابقات کشوری و بین‌المللی در مجموع برندهٔ ۲ مدال طلا، ۱ مدال نقره شده‌است.